# Anubis suturalis
Anubis suturalis är en skalbaggsart som beskrevs av Schwarzer 1930. Anubis suturalis ingår i släktet Anubis och familjen långhorningar. Inga underarter finns listade i Catalogue of Life.